# Hanne Ørstavik
Hanne Ørstavik (ur. 1969) – pisarka norweska.
Urodziła się w Finnmarku, a w wieku 16 lat przeprowadziła się do Oslo.
Zadebiutowała w 1994 r. powieścią Hakk (Cięcie). Trzy lata później wydała krótką powieść Kjærlighet (Miłość, wyd. pol. 2009) przełomową dla jej kariery pisarskiej. To wstrząsająca opowieść o niespełna dziewięcioletnim Jonie i jego matce Vibeke, którzy pewnej zimowej nocy opuszczają (każde osobno) dom na północy Norwegii. Chociaż ich drogi podczas kilku godzin niemal się przecinają, to ostatecznie wędrówka w poszukiwaniu porozumienia ze światem i akceptacji kończy się tragicznie.
Bohaterką powieści Hanne Ørstavik pt. Presten z 2004 r. (Pastor, wyd. pol. 2006) jest młoda teolog Liv, borykająca się zarówno z problemami swojej parafii, jak i z kryzysem własnej wiary i emocjami. Współczesność norweskiej prowincji i wspomnienia pastor przeplatają się tu z odniesieniami do buntu Saamów z połowy XIX wieku.
Głównymi tematami książek Hanne Ørstavik są problemy komunikacji międzyludzkiej, okazywania i wyrażanie uczuć oraz nieprzystawalność języka do rzeczywistości.